# La Trappe
A La Trappe é uma marca de cerveja trapista neerlandesa fabricada pela cervejaria da Abadia de Notre-Dame de Koningshoeven. Fundada em 1884, a Koningshoeven utiliza ingredientes naturais para produzir suas cervejas. As cervejas trapistas La Trappe são certificadas com o selo exclusivo «Autêntico Produto Trapista», que é concedido pela Asociação Internacional Trapense.
Em alguns mercados, como os Estados Unidos, a La Trappe é comercializada como Koningshoeven.